# Grzegorzowice (Rudnik)

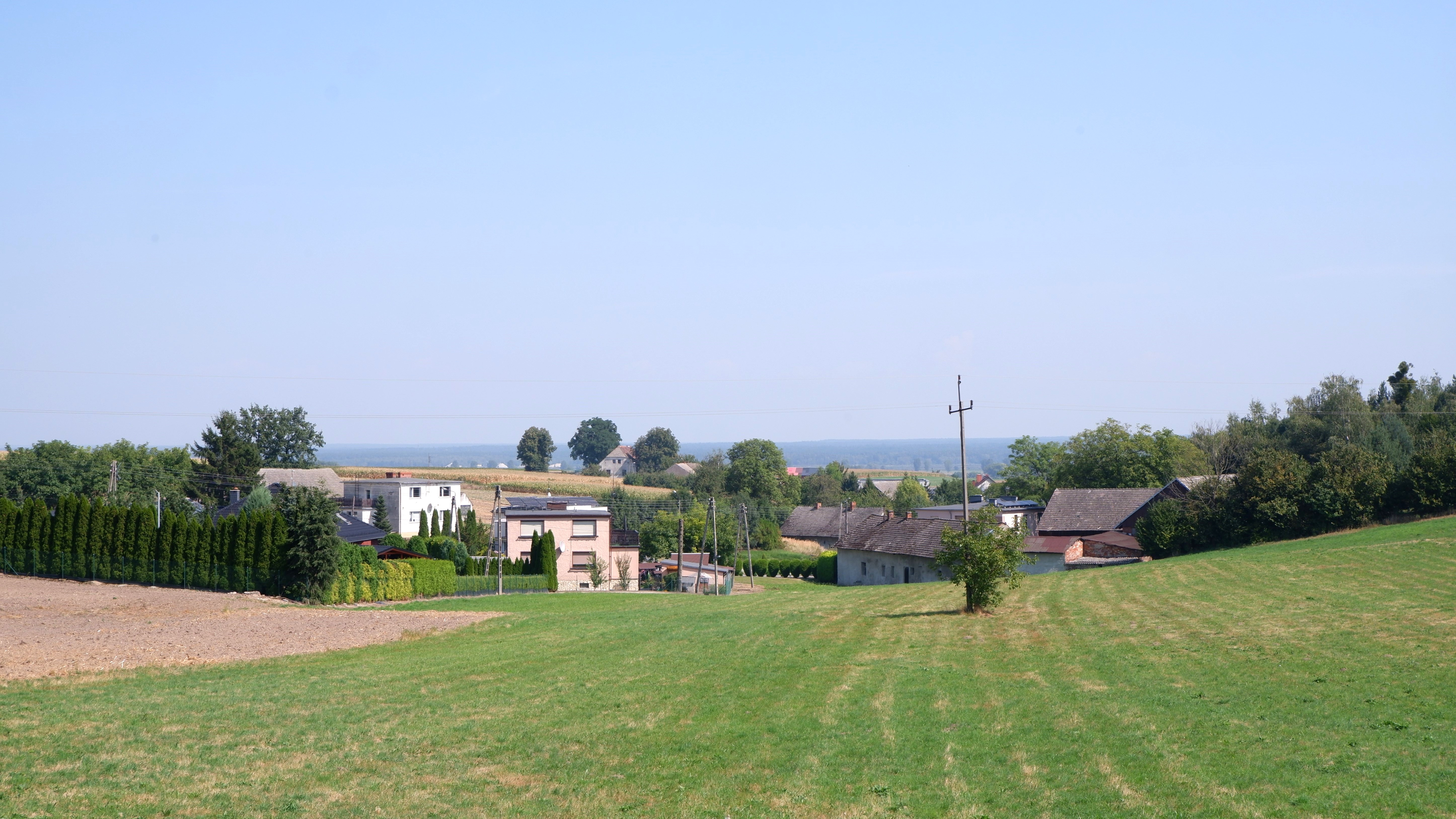
Ortsbild von der Straße Lubowitz–Slawikau

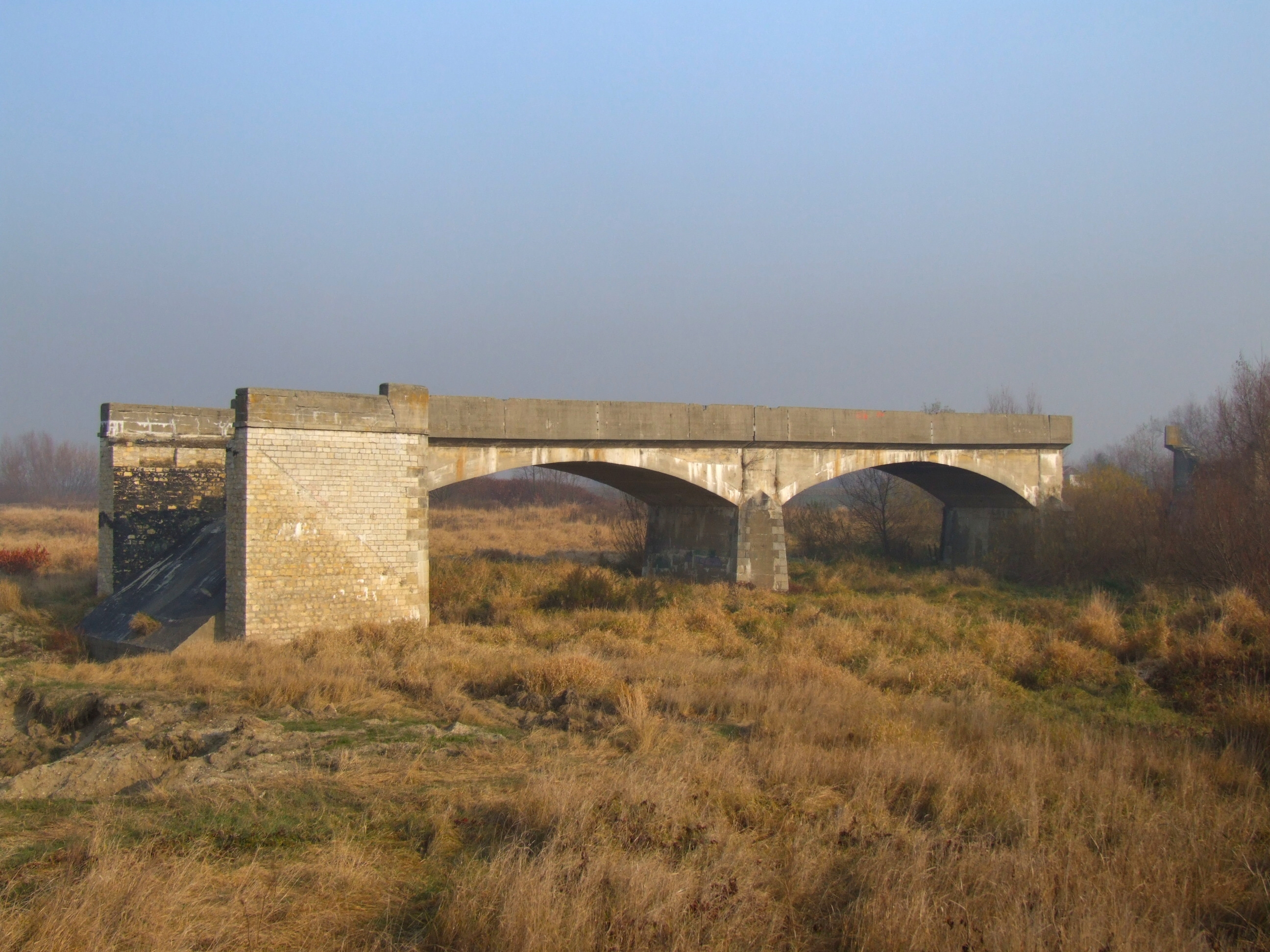
Die zerstörte Oderbrücke

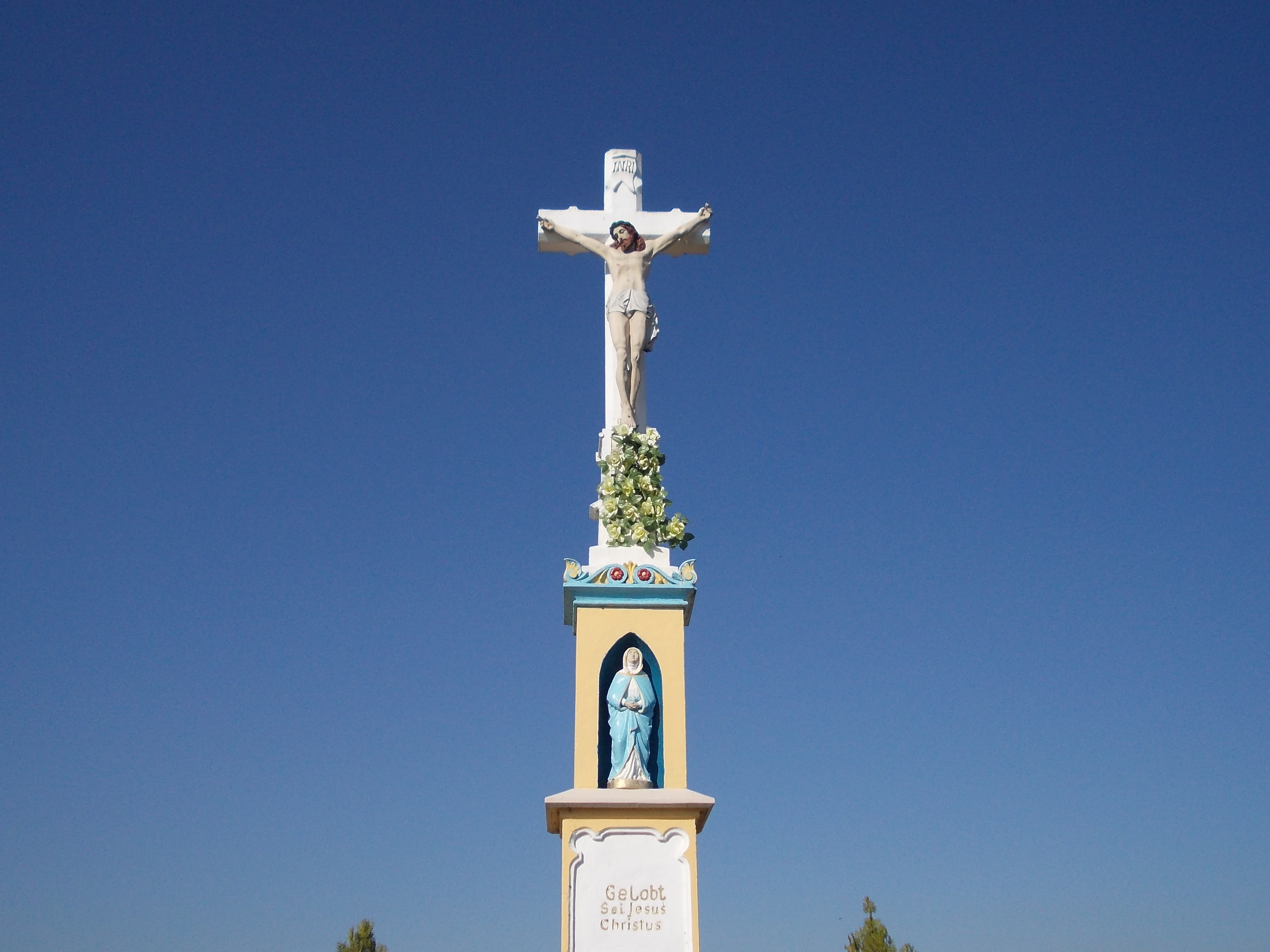
Ein Wegkreuz

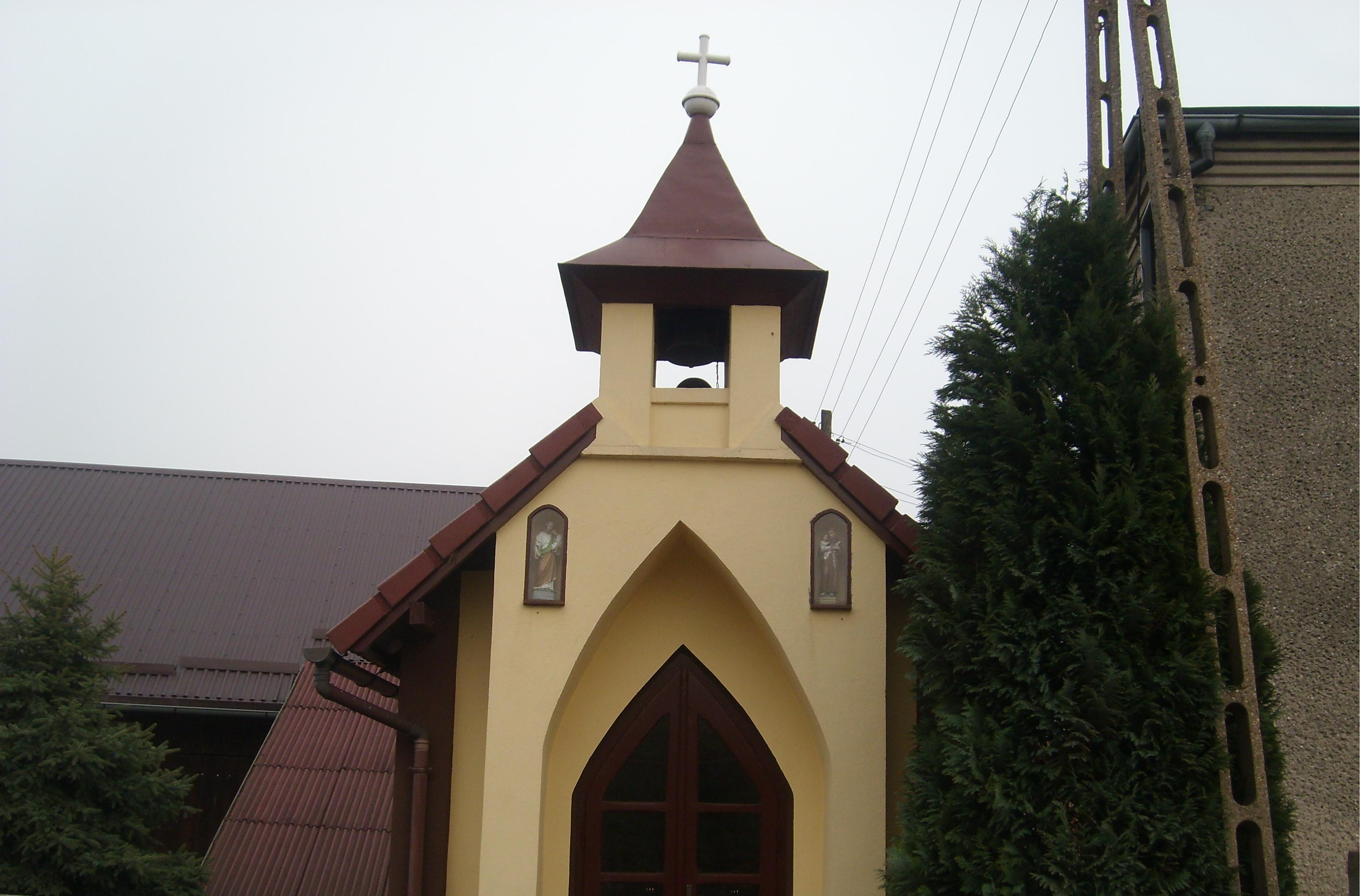
Eine Wegkapelle

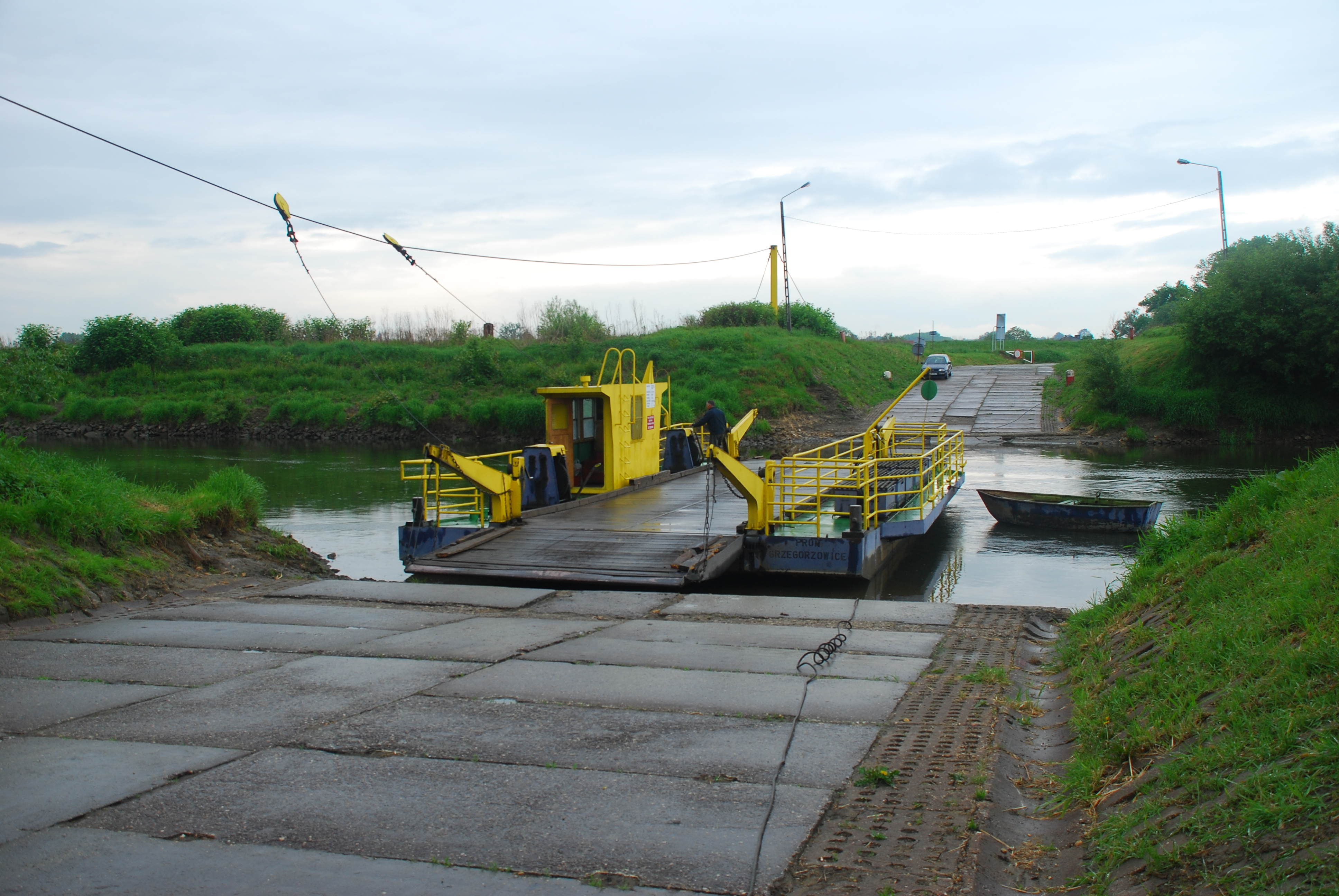
Fähre über die Oder

Grzegorzowice (deutsch Gregorsdorf, bis 1914 Gregorsowitz, schlesisch Gregorschdurf) ist ein Dorf in der Landgemeinde Rudnik im Powiat Raciborski der Woiwodschaft Schlesien in Polen.

## Geographie
Grzegorzowice liegt an der Oder, neun Kilometer nördlich von Racibórz (Ratibor) und 56 Kilometer westlich von Katowice. Die Grenze zu Tschechien verläuft südwestlich in 20 Kilometer Entfernung.
Nachbarorten von Grzegorzowice sind: Lasaki (Lassoky) im Norden, Sławików (Slawikau) im Nordwesten, Czerwięcice (Czerwentzütz) im Westen, Lubowitz (Lubowice) im Süden sowie Schichowitz und Wellendorf im Osten.
Die Gegend um das Dorf ist landwirtschaftlich geprägt. Zwischen Grzegorzowice und Lubowitz gibt es den kleinen Wald Bucz mit einer Fläche von etwa 4,5 ha. In diesem Wald wachsen Spitzahorne, Buchen, Ahornbäume und Hainbuchen. In der Nähe von Grzegorzowice befindet sich die Flussmündung des Längenbachs (polnisch Łęgoń). Seine Quelle liegt in Obora, einem Stadtviertel von Ratibor.

## Klima
Das Klima ist sanft in Grzegorzowice. Die durchschnittliche jährliche Temperatur beträgt circa 7–8 °C. Im wärmsten Monat, im Juli, beträgt sie circa 17 bis 18 °C. Im kältesten Monat, im Januar, beträgt sie ungefähr −2 bis −3 °C. Die Wachstumszeit dauert von 210 bis 230 Tage im Jahr. Bodenfröste erscheinen meistens 60 bis 100 Tage im Jahr. Der jährliche Regenfall beträgt 600 bis 900 mm. Die durchschnittliche Windgeschwindigkeit beträgt 2,2 m/s.

## Bildung
In Grzegorzowice befinden sich ein Kindergarten und eine nach Joseph von Eichendorff benannte Schule. Die Schule besteht aus einer Grundschule und einem Gymnasium und ist die größte Schule in der Gemeinde Rudnick. Sowohl im Kindergarten als auch in der Schule wird Deutsch als Minderheitensprache unterrichtet.
Die nächsten Oberschulen befinden sich in Ratibor und Ratiborhammer.

## Geschichte

### Gregorsdorf
Gregorsdorf, also das alte Unterdorf, bestand ursprünglich aus drei Dorfteilen: der Gemeinde Gregorsdorf (Gmina Grzegorzowice), Herzoglich Gregorsdorf (Grzegorzowice Książęce) und dem Landsitz Slawikauer Gregorsdorf (Grzegorzowice Sławikowskie). Im 15. Jahrhundert kam es zu einem Streit zwischen dem Pfarrer aus dem Herzogtum Ratibor sowie dem Eigentümer von Gregorsdorf und Slawikau. Es ging um den Weg, der zu den Feldern des Pfarrers führte. In einer Urkunde aus dem Jahr 1405 wird der Name Gregorowitz erwähnt. In der Hälfte des 15. Jahrhunderts gehörte das Dorf der Familie Hossek von Gregorowitz. Am 12. Februar 1467 opferte Machna, die Tochter von Wenzel Hossek, das Dorf der Kollegiatkirche in Ratibor. Der Pfarrer bekam aus Gregorsdorf Zinsen und Zehnten von dem Feld. Am Ende des 17. Jahrhunderts hatte der Landsitz zwei Gärten, drei Teiche und eine große Fläche Wälder. Zu dem Landsitz gehörte auch die Wassermühle bei dem Längenbach (Łęgoń). Am 16. Juli 1698 pachtete die Kollegiatkirche das Gasthaus mit ihrem Feldern und dem Recht, Schnaps zu verkaufen. Die Transaktion hatte einen Wert von 60 Talern. Der Erwerber war gezwungen, jedes Jahr 18 Taler Miete der Kollegiatkirche zu zahlen. Im Jahr 1809 verkaufte die Kollegiatkirche einen Teil des Landsitzes. Die Kanoniker bekamen für das Gut 3300 Taler. Sie benötigten das Geld, um die französischen Beiträge und die Kriegsschulden zu bezahlen. Es wurden 50 Morgen Feld verkauft. Nach der Säkularisation der Kollegiatkirche war der Rest des Landsitzes Eigentum des Schlosses in Ratibor.
Der Slawiauer Teil war bis 1451 Eigentum der Familie Zygrod. Anschließend, bis 1531 gehörte er Nikolaus Holy aus Ponientzütz. Danach gehörte das Gut Nikolaus Szeliga. Die nächsten Eigentümer des Landsitzes waren die Besitzer von Ganiowitz. Am 8. März 1619 verkaufte Friedrich von Oppersdorf einen Teil von Slawikau und Gregorsdorf an Heinrich Stolz aus Simsdorf. Im Jahr 1649 erwarb Johann Bernard von Praschma das Gut. Ab 1701 war Gregorsdorf Eigentum der Familie Trach. Im Jahr 1731 wurde das Dorf an Gregor von Lautensak verkauft. Von 1761 bis 1772 war Johann von Drechler Besitzer von Gregorsdorf. Am 23. Mai 1795 kaufte Adolf von Eichendorff aus Lubowitz das Dorf. Im Jahr 1804 erwarb Rudolf von Seidlitz das Dorf. Im Jahr 1835 übernahm die Familie Eicksted Gregorsdorf. Der letzte Besitzer des Dorfes war Rudolf von Eicksted.

### Ganiowitz
Schon ab 1339 war Ganiowitz Eigentum der Maria-Himmelfahrt Pfarrgemeinde in Ratibor. 1364 wird Jan Dzecko (Johannes Dzeckonis) als Pfarrer erwähnt. Er ist nach Rom im Dienst von Nikolaus, Herzog von Ratibor gefahren. Er bekam einen Dispens von den Papst Urban V. für die dritte Hochzeit des Fürstes mit Jutta aus Falkenberg (Niemodlin). Der Herzog hat dafür alle Bauern aus Ganiowitz von den Tributen befreit. Die Urkunde wurde am 30. November 1364 ausgegeben. Der Herrscher erwähnte villis Ganowicz, also das Dorf Ganiowitz. Ab 1416 war das Dorf Eigentum der Kanoniker aus Ratibor. In 1551 wird Paul Wraninski als Besitzer von Ganiowitz notiert. 1578 hat Nikolaus Wraninsky das Familienvermögen an Maciej Grabow verkauft. 1594 wurde das Dorf von dem Landrat von Oppersdorf übernommen. Ab 1648 war Ganiowitz erneut im Besitz der Familie Wraninsky. 1682 starb der Eigentümer des Dorfes. Alle seine Kinder waren Minderjährig, also wurde der Landsitz auf Auktion gestellt. Die Kollegiatkirche aus Ratibor wollte das Dorf kaufen. Der Pfarrer aus Lubowitz, Wilhelm von Trach, wurde nach Wien gesendet, um die Transaktion zu vollenden. Die Kollegiatkirche bekam Ganiowitz am 5. Oktober 1695. In 1810 wurden die Kirchengüter von der Regierung übernommen. Ab 1811 war Ganiowitz Eigentum der preußischen Regierung. Demnächst wurde das Dorf Teil der Güter des Schlosses in Ratibor. Mit der Zeit wurde Ganiowitz Eigentum der fürstlichen Familie von Ratibor. Sie hatten das Gut bis 1945. Nach dem Ersten Weltkrieg wurde Ganiowitz mit Gregorsdorf verbunden.

### Gatzky
Die Siedlung Gatzky bestand aus einigen Bauernhöfen. Die Kolonie Gatzky liegt in der Nähe von Ganiowitz. Es gab hier eine Mühle, aber sie wurde 1725 von einer Flut zerstört. Bei dem Wiederaufbau der Mühle wurde ein Gasthaus angebaut. In dem Schenke wurden 14 Achtel Bier und ein halber Eimer Branntwein jährlich verkauft. In diesen Zeiten lebten hier 7 Bauer, 2 Kleinbauer und 4 Häusler. Am Ende des XVIII Jahrhunderts wurde aus dem Landsitz und der Siedlung eine Unterteilung gemacht. Die Siedlung wurde von dem Herrn Stoklosa gepachtet. Die Kanoniker aus Ratibor bekamen jährlich 21 Scheffel Getreide, und die Vikaren und Küster 6,5 Scheffel. Stoklosa musste für die Pacht 1270 Gulden zahlen und 980 davon waren für den König von Preußen. Am Ende des XIX. Jahrhunderts war die Siedlung Gatzken eine Kolonie des Dorfes Ganiowitz. Nach dem Ersten Weltkrieg wurde die Kolonie Gatzken zusammen mit Ganiowitz mit Gregorsdorf verbunden.

### Zusammenschluss
Die Dörfer Gregorsdorf, Ganiowitz und die Kolonie Gatzken wurden nach dem Ersten Weltkrieg verbunden. So entstand ein großes Dorf – das heutige Gregorsdorf.

## Name
Der Name von Grzegorzowice erinnert an den Gründer des Dorfes, der den Vornamen Gregor trug. Im 15. Jahrhundert nannte man das Dorf Gregorowitz. Danach entstand der Name Gregorsdorf. Nach dem Zweiten Weltkrieg wurde der Name zu Grzegorzowice polonisiert.

## Religion
Das Dorf gehört zu der katholischen Pfarrgemeinde in Lubowitz, Dekanat Ratibor, Diözese Oppeln. In Grzegorzowice gibt es drei Kapellen. Die erste befindet sich an der Gatzky Straße. Die beiden anderen befinden sich an der Powstańców Śląskich Straße; beide wurden im 19. Jahrhundert errichtet. Die erste Kapelle der beiden befindet sich im Oberdorf. In ihr befindet sich eine Muttergottes Figur. Die zweite Kapelle an der Powstańców Śląskich Straße befindet sich im Unterdorf. In der Kapelle befindet sich eine Figur des Heiligen Apostel Judas-Thaddäus.

## Sehenswürdigkeiten
- Reste der zerstörten Oderbrücke zwischen Grzegorzowice und Schichowitz. Sie wurde im Jahr 1945 durch die Wehrmacht zerstört.
- Sühnekreuz an der Powstańców Śląskich Straße 33. Es wurde von einem Adam Piskalla als Strafe für einen Mord geschmiedet.
- Kapelle an der Straße Gatzky
- Judas-Thaddäus-Kapelle an der Straße Powstańców Śląskich
- Gottesgebärerin-Kapelle an der Straße Powstańców Śląskich
- Bildstock im Wald Bucz
- Vier Wegkreuze[8]

## Kultur
Zwischen der Eichendorffschule in Grzegorzowice und der Eichendorffschule Hannover besteht seit dem Jahr 2000 eine Schulpartnerschaft.